# فابیان مولر
فابیان مولر (انگلیسی: Fabian Müller؛ زادهٔ ۶ نوامبر ۱۹۸۶) بازیکن فوتبال اهل آلمان است.
از باشگاه‌هایی که در آن بازی کرده‌است می‌توان به باشگاه فوتبال بایرن مونیخ ۲، باشگاه فوتبال دینامو درسدن، باشگاه فوتبال ارتسگبیرگ آئو، باشگاه فوتبال کایزرسلاوترن، و باشگاه فوتبال بایرن مونیخ اشاره کرد.
وی همچنین در تیم‌های ملی فوتبال Germany national under-16 football team و زیر ۲۰ سال آلمان بازی کرده‌است.